# 장애인 예술
장애인 예술(Disability art) 또는 장애 예술은 장애를 주제로 삼거나 장애와 관련된 맥락을 갖는 모든 예술, 연극, 미술, 영화, 글쓰기, 음악 또는 클럽이다.

## 의미와 문맥
장애 예술은 예술의 맥락이 장애를 주제로 삼는 예술 분야이다. 장애 미술은 장애가 있다는 것이 어떤 것인지, 또는 단어와 관련된 개념에 대한 개념적 아이디어와 물리적 현실을 탐구하는 것이다.
장애 예술은 장애에 관한 작업의 맥락보다는 예술에 있어서 장애인의 적극적인 참여나 표현을 더 많이 의미하는 예술의 장애와는 다르다. 장애 예술은 예술 제작자에게 장애가 있을 것을 요구하지 않으며, 장애인이 만든 예술이 단지 장애가 있다는 이유만으로 저절로 장애 예술이 되는 것도 아니다.

## 저명한 아티스트
- 스티븐 윌트셔